# Maja Kožnjak
Maja Kožnjak ( Virovitica, 16. travnja 1985.), hrvatska rukometašica, članica Podravke iz Koprivnice. Prije Podravke igrala je u Virovitici. Članica je i Hrvatske rukometne reprezentacije igra na poziciji lijevog beka.